# シルヴィ -恋のメロディ-
『シルヴィ 〜恋のメロディ〜』（原題:Sylvie's Love）は2020年に配信されたアメリカ合衆国の恋愛映画である。監督はユージン・アッシュ、主演はテッサ・トンプソンが務めた。

## 概略
1957年夏、ニューヨーク。シルヴィ・ファレルは婚約者が兵役から帰ってくるのを待っていた。そんなある日、若い黒人男性（ロバート）がバイトの口を求めて、シルヴィの父親が経営するレコード店にやって来た。ロバートはプロのサックス奏者になるという夢を追いかけており、シルヴィの目には実に魅力的な男性に映った。婚約者がいると知りながらも、2人はお互いの魅力に抗しきれず、徐々に惹かれ合っていくのだった。
ところが、そんな2人の関係は突然終わりを迎えた。ロバートが所属するバンドがヨーロッパツアーに出ることになったのである。シルヴィは悲しみをこらえつつ「貴方なら次のジョン・コルトレーンになれるはずよ」と言ってロバートを送り出した。
それから10年近くの年月が経過し、シルヴィはテレビ局でプロデューサーとして働いていた。そんなある日、シルヴィは偶然にもロバートと再会した。ロバートはサックス奏者としてレコードを出せるまでになったのである。再び恋に落ちるかに見えた2人だったが、積み重なった歳月は2人の間に埋めがたい溝を生じさせていた。

## キャスト
※括弧内は日本語吹替。
- シルヴィ・ファレル：テッサ・トンプソン（小林沙苗）
- ロバート・ハンター：ンナムディ・アサマア（中川慶一）
- モナ：アヤ・ナオミ・キング（有賀由樹子）
- ケイト：ライアン・ミシェル・ベイズ
- チコ・ニコルズ：レゲ＝ジャン・ペイジ（伊藤健太郎）
- カルメン：エヴァ・ロンゴリア（斎藤恵理）
- シド：ジョン・マガロ
- チェイス・ニッカーソン：エド・ウィークス
- ハーバート・フィンレイ：ランス・レディック（天田益男）
- 伯爵夫人：ジェマイマ・カーク（相沢恵子）
- ミッキー：MC・ライト
- レイシー：アラーノ・ミラー（川原慶久）
- ユーニス：エリカ・ギンペル（佐々木優子）
- ディッキー・ブリュースター：トーン・ベル（後藤光祐）
- ルーシー：ウェンディ・マクレンドン＝コーヴィ
- タンク：ロン・ファンチズ
- コニー：ラクエル・ホースフォード

## 製作
2014年2月5日、ユージン・アッシュ監督が新作映画『Sylvie's Love』の製作に着手しており、ラレンズ・テイトが主演に起用されたと報じられたが、なかなか撮影にこぎ着けられなかった。その後、本作は『Sylvie』と改題され、2019年2月22日、テッサ・トンプソンとンナムディ・アサマアの出演が決まったとの発表があった。25日、本作の主要撮影がロサンゼルスで始まった。3月、ライアン・ミシェル・ベイズ、レゲ＝ジャン・ペイジ、アヤ・ナオミ・キング、エヴァ・ロンゴリア、ジョン・マガロ、ランス・レディック、トーン・ベル、ジェマイマ・カーク、MC・ライト、エリカ・ギンペル、アラーノ・ミラー、ウェンディ・マクレンドン＝コーヴィがキャスト入りした。4月2日、ロン・ファンチズの起用が発表された。25日、本作の撮影が終了した。

## 公開・マーケティング
2020年1月27日、本作はサンダンス映画祭でプレミア上映された。その際、タイトルは『Sylvie's Love』に戻された。2月4日、アマゾン・スタジオズが本作の全世界配信権を購入したと報じられた。10月15日、本作のオフィシャル・トレイラーが公開された。
当初、本作は2020年12月25日に配信される予定だったが、後に配信日は同月23日に前倒しされた。

## 評価
本作は批評家から高く評価されている。映画批評集積サイトのRotten Tomatoesには31件のレビューがあり、批評家支持率は97%、平均点は10点満点で7.2点となっている。サイト側による批評家の見解の要約は「成熟した大人のための恋愛映画である。『シルヴィ 〜恋のメロディ〜』は黒人の愛を讃えると共に、観客に古き良き恋愛映画の魅力を味わわせてくれる」となっている。また、Metacriticには4件のレビューがあり、加重平均値は68/100となっている。